# Vișinată
La vișinată és un licor romanès fet a partir de guindes fermentades amb alcohol i sucre.